# Willingham, Lincolnshire
Willingham är en civil parish i West Lindsey i Lincolnshire i England. Den har 488 invånare (2011).
Dess enda samhälle är Willingham by Stow.